# رغیوه (هفتکل)
رغیوه، شهری در رغیوه شهرستان هفتکل در استان خوزستان ایران است. این شهر، مرکز رغیوه است.

## جمعیت
بر پایه سرشماری عمومی نفوس و مسکن در سال ۱۳۹۵، جمعیت شهر رغیوه برابر با ۴۵۲ نفر (۱۲۴ خانوار) بوده‌است.